# Coolio
Artis Leon Ivey Jr., dit Coolio, né le 1er août 1963 à Monessen en Pennsylvanie et mort le 28 septembre 2022 à Los Angeles (Californie), est un  rappeur, chanteur, producteur et acteur américain. 
Son nom de scène lui provient d'une remarque d'un de ses amis, qui lui disait qu'il ressemblait à « Coolio Iglesias » lorsqu'il chantait à la façon d'un crooner. Il s'est fait connaître dans le monde entier grâce à la chanson Gangsta's Paradise (1995). 
Il s'est également illustré dans de nombreux films comme : Escroc malgré lui (1996), Batman et Robin (1997), Scary Scream Movie (2000), Allison Forever (2001), Daredevil (2003) ou encore Bobcat Moretti (2022).

## Biographie
Artis Ivey est né le 1er août 1963 à Monessen en Pennsylvanie,.

### Carrière musicale
Avant de se populariser dans la scène hip-hop, Artis Ivey devient membre d'un gang de Los Angeles, les Baby Crips. En 1994, il signe un contrat avec le label Tommy Boy Records, et y publie son premier album solo It Takes a Thief le 19 juillet la même année. It Takes a Thief atteint la huitième place du Billboard 200, et devient certifié disque de platine par la RIAA.
En 1995, il publie la chanson Gangsta's Paradise, avec L. V., classée pendant treize semaines à la première place. La chanson est un succès social qui parle de la vie dans les ghettos et une reprise d'une chanson de Stevie Wonder, Pastime Paradise, avec des paroles différentes. Tommy Boy empêchera Coolio d'inclure le titre dans l'un de ses albums, et l'encourage plutôt à l'inclure dans le film Esprits rebelles avec Michelle Pfeiffer. La chanson devient un succès international, devenant même la première chanson uniquement centrée sur le ghetto à atteindre les classements britanniques. Le 2 octobre 1995, Coolio publie son deuxième album solo, Gangsta's Paradise, classé neuvième au Billboard 200. L'album contient les singles à succès 1, 2, 3, 4 (Sumpin' New) qui atteint le top 10 en 1996, et l'hymne Too Hot,. Entretemps, Coolio se lance dans une tournée internationale, contribuant même au générique de la série télévisée Kenan et Kel avec le titre Aw, Here It Goes.
Le 27 août 1997, Coolio publie son troisième album solo My Soul. Avant publication, l'album devait être un succès, mais les choses changent drastiquement en été 1997 : le spectre des assassinats de 2Pac et The Notorious B.I.G. pèse encore lourdement dans la scène hip-hop et Puff Daddy devient populaire à la place de Coolio parmi la jeunesse. Il contient le single C U When U Get There, qui reprend l'air du Canon de Pachelbel. Il semble satisfaire le public de l'époque, mais l'album peine à atteindre le top 40 (39e place du Billboard 200) et devient timidement certifié disque de platine par la RIAA. L'impact de My Soul se complique avec des démêlés judiciaires. À la fin de 1997, Coolio et sept membres de son entourage sont appréhendés pour avoir pillé un magasin de vêtements et agressé son propriétaire.

### Télévision
Coolio fait un bon chemin dans la musique puis décide d'arrêter et de poursuivre une carrière d'acteur en 1996. Il fait sa première apparition télévisée dans la série Phat Beach. Il obtient également un petit rôle dans le film Batman et Robin l'année suivante. Au début de 2009, Coolio rentre dans le loft pour célébrités anglaises, Celebrity Big Brother, avec comme autres participants, l'acteur Verne Troyer (Mini-moi), l'ex-Sugababes Mutya Buena et surtout la sœur aînée de Michael Jackson, LaToya Jackson.
Il participe plus tard à l'émission Ultimate Big Brother en 2010, où il est exclu après de multiples confrontations avec Nadia Almada, notamment. 

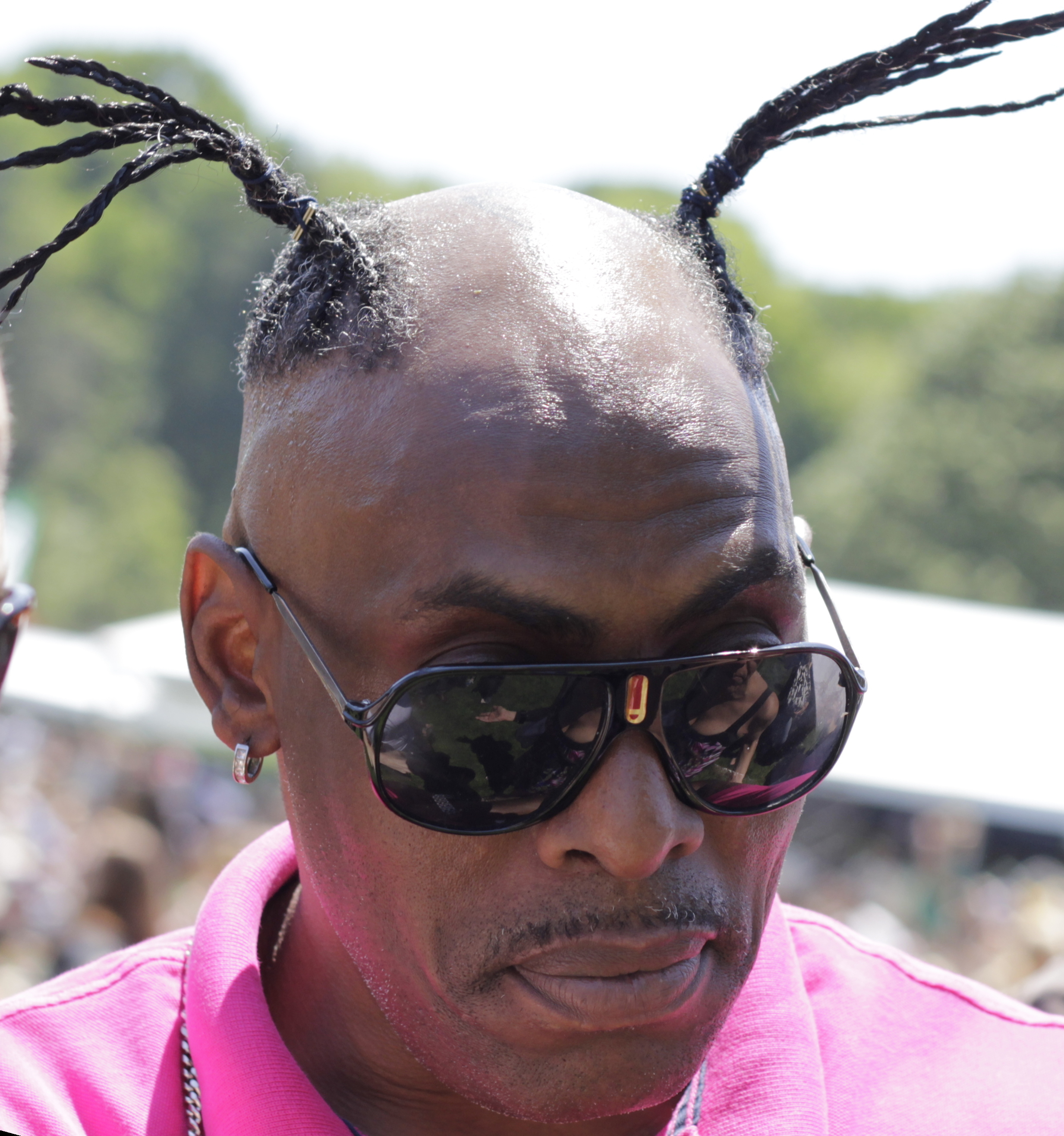
Coolio en 2012.

En 2011, il apparaît dans la deuxième saison de l’émission de NRJ 12, Les Anges de la télé réalité[réf. nécessaire]. En janvier 2012, il participe à l'émission de téléréalité Rachael vs. Guy: Celebrity Cook-Off, représentant l'organisation Music Saves Lives. Coolio participe le 5 mars 2013, à l'épisode du programme Wife Swap et sa compagne de l'époque le quitte une fois le programme terminé.
Faisant suite à la chaîne CookinWithCoolio, diffusée sur YouTube, dans laquelle le rappeur présente une émission de cuisine, le rappeur va sortir un livre de recettes. Ces dernières sont le résultat des différentes modifications qu'il apporte à des plats traditionnels de différentes cultures.

### Vie privée
Dans les années 2000, Coolio vit en couple pendant trois ans avec la chanteuse française Lesly Mess (connue par la suite sous le nom d'Afida Turner).
Le 1er avril 2013, il est arrêté pour avoir frappé sa petite amie, Anabella Chatman. Il serait rentré au domicile qu'il partageait avec Anabella tard dans la nuit ; accompagné d'une autre femme, une violente dispute aurait éclaté. Selon le site américain TMZ, qui s’est procuré le rapport de police, le rappeur aurait roulé en voiture sur sa compagne après l’avoir jetée à terre, frappée et insultée. Le fils d'Anabella était présent tout au long de la dispute et a assisté aux violences subies par sa mère.[réf. nécessaire]
Le 17 septembre 2016, Coolio est arrêté à l’aéroport de Los Angeles en possession d'une arme à feu chargée. L'arme s'est avérée être volée.

### Mort
Coolio meurt à l'âge de 59 ans à Los Angeles en Californie le 28 septembre 2022. La nouvelle est confirmée aux médias par son manager de longue date Jarel Posey, qui explique que le rappeur a trouvé la mort au domicile d'un ami. Le site TMZ dévoile que Coolio n'a plus donné de réponse après s'être rendu dans la salle de bains pendant un certain temps. Inquiet, son ami s'est rendu dans la pièce et l'a retrouvé étendu sur le sol, constatant sa mort avant que les ambulanciers n'arrivent sur place. D’après la police, aucun stupéfiant n’a été trouvé sur les lieux et il semblerait que le chanteur ait succombé à un arrêt cardiaque. Le 7 avril 2023, son manager Jarez Posey révèle à l'Associated Press qu’il est mort d’une surdose de Fentanyl, un analgésique puissant qui est un des responsables de la crise des opioïdes,. Il avait également consommé peu avant de la phencyclidine (ou PCP), une drogue psychédélique qui peut provoquer de graves troubles mentaux. Coolio souffrait de maladies cardiaques et d’asthme, selon le rapport du médecin-légiste.

## Distinctions
Coolio est nommé six fois et récompensé à la National Academy of Recording Arts and Sciences,,.

## Discographie

### Albums studio
- 1994 : It Takes a Thief
- 1995 : Gangsta's Paradise
- 1997 : My Soul
- 2001 : Coolio.com (édité au Japon uniquement)
- 2002 : El Cool Magnifico
- 2006 : The Return of the Gangsta
- 2008 : Steal Hear
- 2009 : From the Bottom 2 the Top

### Compilations
- 2001 : The Very Best (édité au Japon uniquement)
- 2001 : Fantastic Voyage: The Greatest Hits
- 2014 : Coolio - Greatest Hits

## Filmographie
- 1996 : American Summer (Phat Beach), de Doug Ellin
- 1996 : Escroc malgré lui (Dear God), de Garry Marshall
- 1996 : Sabrina, l'apprentie sorcière, épisode La Fugue de Salem (A Girl and Her Cat) : le Coolio de l'affiche
- 1997 : Batman et Robin, de Joel Schumacher : Dr Jonathan Crane, surnommé le banquier
- 1997 : An Alan Smithee Film (An Alan Smithee Film: Burn Hollywood Burn), d'Arthur Hiller et Alan Smithee
- 1997 : On the Line, d'Elodie Keene (TV)
- 1998 : Une nounou d'enfer, saison 5, épisode 17
- 1999 : Judgment Day, de John Terlesky (TV)
- 1999 : Demain à la une, de David Petrarca (saison 3, épisode 16), dans le rôle de C-Rok
- 1999 : Midnight Mass
- 1999 : Tyrone, d'Erik Fleming et Chris Palzis
- 2000 : Gangland, d'Art Camacho
- 2000 : Dope Case Pending, de Patrick McKnight et Jeff Williams (vidéo)
- 2000 : Le Couvent (The Convent), de Mike Mendez
- 2000 : Scary Scream Movie (Shriek If You Know What I Did Last Friday the Thirteenth), de John Blanchard (vidéo)
- 2000 : Crash dans l'océan (Submerged), de Fred Olen Ray
- 2000 : China Strike Force (Leui ting jin ging), de Stanley Tong
- 2000 : Leprechaun 5 : La Malédiction de Rob Spera : lui-même
- 2001 : Perfume, de Michael Rymer et Hunter Carson
- 2001 : Un trop bel alibi (In Pursuit), de Peter Pistor (vidéo)
- 2002 : Piège sur Internet (Stealing Candy), de Mark L. Lester
- 2002 : Storm Watch, de Terry Cunningham
- 2002 : Charmed : Démon Lazarus (saison 4, épisode 15)
- 2002 : Holla, de Candace Walker (série TV)
- 2003 : Les Dents de la mort (Red Water), de Charles Robert Carner (TV)
- 2003 : The Beat, de Brandon Sonnier
- 2003 : Daredevil, de Mark Steven Johnson
- 2003 : Ravedactyl: Project Evolution, de Graig F. Weich (court-métrage)
- 2003 : Exposed, de Misti Barnes
- 2003 : Tapped Out, de Georgio
- 2004 : Dracula 3000, de Darrell Roodt (TV)
- 2004 : Ta divna Splitska noc, d'Arsen A. Ostojic
- 2004 : Gang Warz, de Chris McIntyre
- 2005 : Ptérodactyles (Pterodactyl), de Mark L. Lester
- 2005 : Joey (TV)
- 2006 : Chinaman's Chance, d'Aki Aleong
- 2006 : Love Hollywood Style, de Michael Stein
- 2006 : Grad Night, de Michael T. Fitzgerald Jr.
- 2022 : Bobcat Moretti (en) de Rob Margolies (en)